# جی‌اسکریپت
جِی‌اسکریپت (به انگلیسی: JScript) زبان مختص به مایکروسافت برگرفته از ECMAScript است که در اینترنت اکسپلورر استفاده می‌شود. that is used in Microsoft's اینترنت اکسپلورر. جی‌اسکریپت براساس موتور Active Scripting پیاده‌سازی شده‌است. این به این معنی است که می‌تواند یک «افزونه» در برنامه‌های OLE Automation ای که از Active Scripting پشتیبانی می‌کند باشد، مثل اینترنت اکسپلورر، صفحه‌های سرور فعال و Windows Script Host. همچنین به این معنی است که بعضی از برنامه‌ها می‌توانند از چند زبان Active Scripting استفاده کنند، مثل جی‌اسکریپت، وی‌بی‌اسکریپت و PerlScript. جی‌اسکریپت برای اولین بار در مرورگر اینترنت اکسپلورر ۳٫۰ که در اوت ۱۹۹۶ نشر داده شد پشتیبانی گردید. جدیدترین ورژن جی‌اسکریپت ۹٫۰ است که در اینترنت اکسپلورر ۹ پشتیبانی می‌شود.
جی‌اسکریپت 10 یک گونه‌ای جداگانه است، به عنوان JScript .NET نیز شناخته می‌شود، که امکانات جدیدی از ورژن ۴ استاندارد رها شدهٔ ECMAScript اضافه شده‌است.

## مقایسه با جاوااسکریپت
همان گونه که توسط Douglas Crockford معلم جاوا اسکریپت در سخنرانی اش در YUI Theater، تحت عنوان زبان برنامه‌نویسی جاوا اسکریپت توضیح داده شد:
(مایکروسافت) نمی‌خواست در مورد علامت تجاری با کمپانی سان مایکروسیستمز به توافق برسد، بنابراین نام آنچه پیاده‌سازی کرده بود را جی‌اسکریپت گذاشت. بیشتر مردم فکر می‌کنند جی‌اسکریپت و جاوااسکریپت زبان‌های متفاوت اما مشابهی هستند. اما چنین نیست. آن‌ها فقط نام‌های متفاوت برای یک زبان هستند، دلیل این تفاوت نام‌گذاری دور زدن مسائل مربوط به علامت تجاری بود.
جی‌اسکریپت از conditional compilation پشتیبانی می‌کند، که به برنامه‌نویس اجازه می‌دهد به‌طور انتخابی کد داخل block comments را اجرا کند. این گسترشی بر استاندارد ECMAScript است که در پیاده‌سازی‌های دیگر جاوا اسکریپت پشتیبانی نمی‌شود.
شاید بزرگ‌ترین تفاوتی که بین این دو زبان اسکریپت نویسی JavaScript و جی‌اسکریپت وجود داشته باشد روشی است که آن‌ها به ActiveXهای مایکروسافت دسترسی پیدا می‌کنند. در نسخه‌های اولیه JavaScript و جی‌اسکریپت تقریباً روشی که برای دسترسی پیدا کردن به Microsoft ActiveXها استفاده می‌کردند تقریباً به یک شکل بود اما با اضافه شدن دستورها و امکانات جدید به جی‌اسکریپت و تغییراتی که در آن ایجاد شد روش دسترسی به ActiveXهای مایکروسافت بسیار ساده‌تر شد. دستورهایی که در جی‌اسکریپت اضافه شده‌است به صورت ویژه‌ای با مرورگر Internet Explorer مایکروسافت هماهنگی دارد و تقریباً همه کامپیوترهایی که از این مرورگر استفاده می‌کنند به سادگی می‌توانند از مزیت‌های جی‌اسکریپت در IE بهره‌مند شوند. زمانیکه با JavaScript کار می‌کنید متوجه خواهید شد که دسترسی به ActiveX Objectها فقط به نسخه‌های معدودی از JavaScript محدود می‌شود و این در حالی است که دسترسی به ActiveX Objectها در جی‌اسکریپت در همه نسخه‌ها به صورت کامل پشتیبانی می‌شود.

## نسخه‌ها

### جی‌اسکریپت
نسخهٔ اصلی جی‌اسکریپت یک موتور Active Scripting است. مانند دیگر زبان‌های Active Scripting، برپایه COM/OLE Automation ساخته شده‌است و قابلیت مبتنی بز متن را برای برنامه ایجاد می‌کند.
نسخه‌ای است که استفاده می‌شود زمان که جی‌اسکریپت میزبانی می‌شود توسط صفحات اینترنتی که در اینترنت اکسپلورر نمایش داده می‌شود یا در برنامه‌های HTML، در classic ASP، و دیگر محیط‌های OLE Automation.
جی‌اسکریپت گاهی اوقات به عنوان "classic JScript" ویا "Active Scripting JScript" نامیده می‌شود برای متمایز شدن از نسخهٔ جدید تر برپایه .NET.
برخی از نسخه‌های موجود جی‌اسکریپت در نسخه‌های متعدد از اینترنت اکسپلورر و ویندوز استفاده شده‌است. به عنوان مثال، ۵٫۷ جی‌اسکریپت در با اینترنت اکسپلورر ۷٫۰ معرفی شد و همچنین برای اینترنت اکسپلورر ۶٫۰ به همراه ویندوز ایکس پی سرویس پک ۳ نصب می‌شود، در حالی که ۵٫۸ جی‌اسکریپت در به همراه اینترنت اکسپلورر ۸٫۰ معرفی شد و به همراه اینترنت اکسپلورر ۶٫۰ بر روی ویندوز موبایل ۶٫۵ نصب می‌شود.
| Version | Date        | Introduced with                                      | Based on                                                   | Similar JavaScript version |
| ------- | ----------- | ---------------------------------------------------- | ---------------------------------------------------------- | -------------------------- |
| ۱٫۰     | اوت ۱۹۹۶    | Internet Explorer 3.0                                | Netscape JavaScript                                        | ۱٫۰                        |
| ۲٫۰     | ژانویه ۱۹۹۷ | Windows IIS 3.0                                      | Netscape JavaScript                                        | ۱٫۱                        |
| ۳٫۰     | اکتبر ۱۹۹۷  | اینترنت اکسپلورر ۴                                   | ECMA-262 1st edition                                       | ۱٫۳                        |
| ۴٫۰     |             | Visual Studio 6.0 (as part of Visual InterDev)       | ECMA-262 1st edition                                       | ۱٫۳                        |
| ۵٫۰     | مارس ۱۹۹۹   | اینترنت اکسپلورر ۵                                   | ECMA-262 2nd edition                                       | ۱٫۴                        |
| ۵٫۱     |             | Internet Explorer 5.01                               | ECMA-262 2nd edition                                       | ۱٫۴                        |
| ۵٫۵     | Jul 2000    | Internet Explorer 5.5 & ویندوز سی‌ای ۴٫۲              | ECMA-262 3rd edition                                       | ۱٫۵                        |
| ۵٫۶     | اکتبر ۲۰۰۱  | Internet Explorer 6.0 & ویندوز سی‌ای ۵٫۰              | ECMA-262 3rd edition                                       | ۱٫۵                        |
| ۵٫۷     | نوامبر ۲۰۰۶ | Internet Explorer 7.0                                | ECMA-262 3rd edition + ECMA-327 (ES-CP)                    | ۱٫۵                        |
| ۵٫۸     | مارس ۲۰۰۹   | Internet Explorer 8.0 & Internet Explorer Mobile 6.0 | ECMA-262 3rd edition + ECMA-327 (ES-CP) + جی‌سن (RFC 4627)3 | ۱٫۵                        |
| ۹٫۰     | مارس ۲۰۱۱   | Internet Explorer 9.0                                | ECMA-262 5th edition                                       | ۱٫۸٫۱                      |

جی‌اسکریپت همچنین در ویندوز CE مجود است (موجود در ویندوز موبایل، اختیاری در ویندوز CE جاسازی شده). نسخه ویندوز CE فاقد اشکال زدایی فعال است.

### جی‌اسکریپت .نت
جی‌اسکریپت .نت یک پیاده‌سازی MICROSOFT.NET از JScript است، یک زبان CLS است و بنابراین ویژگی‌های قدرتمندی را به ارث می‌برد، اما عدم وجود برخی از ویژگی‌های زبان جی‌اسکریپت اصلی آن را برای بسیاری از سناریوهای مبتنی بر متن نامناسب می‌کند. جی‌اسکریپت می‌تواند برای صفحات ASP.NET و کامل کردن برنامه‌های .NET استفاده شود، اما عدم پشتیبانی از این زبان در Microsoft Visual Studio آن را به عنوان ارتقاء مسیری برای ASP کلاسیک که جی‌اسکریپت کلاسیک را استفاده می‌کند قرار می‌دهد تا یک زبان جدید سطح اول.
جی‌اسکریپت .نت در .NET Compact Framework پشتیبانی نمی‌شود.
توجه: نسخه‌های جی‌اسکریپت .نت با نسخه‌های جی‌اسکریپت کلاسیک مرتبط نیستند. جی‌اسکریپت .نت یک محصول جدا است. اگر چه جی‌اسکریپت .نت درون Visual Studio IDE پشتیبانی نمی‌شود اما نسخه‌های آن در هماهنگی با نسخه‌های زبان‌های .NET ((C#, VB.NET, VC++ است که نسخه‌های Visual Studio مربوط به خود را دنبال می‌کنند.
.NET Framework 3.0 و ۳٫۵ بر پایه ۲٫۰ ساخته شده و شامل نسخه جدیدتر جی‌اسکریپت .نت نیست (نسخه ۱۰٫۰ برای Framework 4.0).

## پرونده‌ها
1. ↑  JScript supports various features not specified in the ECMA standard,[۸] as does JavaScript.
2. ↑  Microsoft said JScript 3.0 was "the first scripting language to fully conform to the ECMA-262 standard".[۹]
3. ↑  JScript 5.7 includes an implementation of the ECMAScript Compact Profile (ECMA-327) which turns off features not required by the ES-CP when using the "JScript.Compact" ProgID.[نیازمند منبع]

## لینک‌های اضافه
- JScript documentation in the MSDN Library
- JScript 5.7 Release Notes
- JScript .NET documentation in the MSDN Library
- JScript blog
- JavaScript - JScript - ECMAScript version history
- jPaq - A Fully Customizable JScript Library